# Prybuschany (Wosnessensk)
Prybuschany (ukrainisch Прибужани; russisch Прибужаны Pribuschany) ist ein Dorf im Westen der ukrainischen Oblast Mykolajiw mit etwa 2000 Einwohnern.

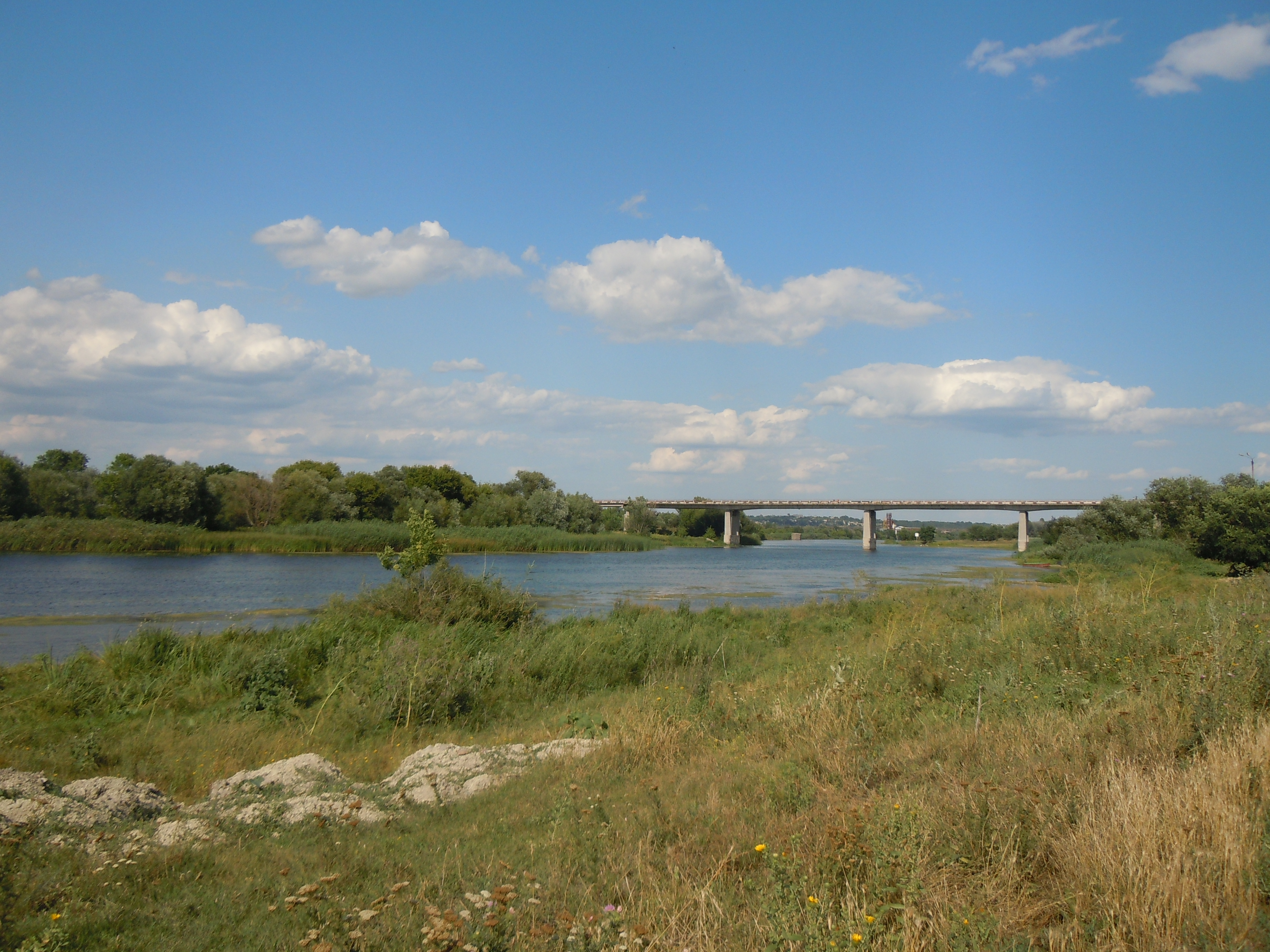
Brücke beim Ort über den Südlichen Bug

Das Dorf wurde Ende des 1753 gegründet und liegt am Südufer Südlichen Bugs, 3 Kilometer südlich der Rajonshauptstadt Wosnessensk und 80 Kilometer nordwestlich der Oblasthauptstadt Mykolajiw. Bis zum 7. Juni 1946 trug es den ukrainischen Namen Kantakusiwka (Кантакузівка).

## Verwaltungsgliederung
Am 20. Juli 2016 wurde das Dorf zum Zentrum der neugegründeten Landgemeinde Prybuschany (Прибужанівська сільська громада/Prybuschaniwska silska hromada). Zu dieser zählten auch noch die 16 in der untenstehenden Tabelle aufgelisteten Dörfer sowie die Ansiedlungen Martyniwske, Nowosilka und Timirjasjewka, bis dahin bildete es zusammen mit den Dörfern Hljuhowe, Kryworutschka, Martyniwske und Wilne (bis 2016 Tscherwoni Koschary) sowie der Ansiedlung Martyniwske die gleichnamige Landratsgemeinde Prybuschany (Прибужанівська сільська рада/Prybuschaniwska silska rada) im Westen des Rajons Wosnessensk.
Folgende Orte sind neben dem Hauptort Prybuschany Teil der Gemeinde:
| Name                     | Name           | Name                             |
| ukrainisch transkribiert | ukrainisch     | russisch                         |
| ------------------------ | -------------- | -------------------------------- |
| Andrijtschykowe          | Андрійчикове   | Андрейчиково (Andreitschikowo)   |
| Bakaj                    | Бакай          | Бакай (Bakai)                    |
| Dmytriwka                | Дмитрівка      | Дмитровка (Dmitrowka)            |
| Hljuhowe                 | Глюгове        | Глюгово (Gljugowo)               |
| Jastrubynowe             | Яструбинове    | Ястребиново (Jastrebinowo)       |
| Kamjana Balka            | Кам’яна Балка  | Каменная Балка (Kamennaja Balka) |
| Kryworutschka            | Криворучка     | Криворучка (Kriworutschka)       |
| Manne                    | Манне          | Манное (Mannoje)                 |
| Martyniwske              | Мартинівське   | Мартыновское (Martynowskoje)     |
| Martyniwske              | Мартинівське   | Мартыновское (Martynowskoje)     |
| Nowe                     | Нове           | Новое (Nowoje)                   |
| Nowobiloussiwka          | Новобілоусівка | Новобелоусовка (Nowobeloussowka) |
| Nowoprystan              | Новопристань   | Новопристань (Nowopristan)       |
| Nowosilka                | Новосілка      | Новосёлка (Nowosjolka)           |
| Otschakiwske             | Очаківське     | Очаковское (Otschakowskoje)      |
| Rjumiwske                | Рюмівське      | Рюмовское (Rjumowskoje)          |
| Timirjasjewka            | Тімірязєвка    | Тимирязевка (Timirjasewka)       |
| Wilne                    | Вільне         | Вольное (Wolnoje)                |
| Woksal                   | Вокзал         | Вокзал                           |